# Glebowe powierzchnie wzorcowe
Glebowe powierzchnie wzorcowe - zwane w skrócie GPW, są to wytypowane według ściśle określonych zasad fragmenty powierzchni leśnych Polski, o wielkości nie mniejszej niż 300 ha. Ich wydzielenie ma na celu jak najpełniejsze zabezpieczenie gleb reprezentujących typowe dla danego regionu elementy pokrywy glebowej przed sztucznie wywołanymi zmianami morfologii oraz właściwości fizycznych, chemicznych i biologicznych. GPW zasadniczo nie wydziela się na obszarach gdzie gleby są antropogenicznie przekształcone. W wyjątkowych sytuacjach nie przestrzega się tej zasady jeśli odchylenia od cech naturalnych powstały wskutek długotrwałego stosowania typowego dla danego regionu sposobu użytkowania (uprawy) i są w tym regionie charakterystyczne dla znacznych obszarów. Przykładem może być północna część Borów Tucholskich, gdzie gleby leśne na znacznych obszarach noszą ślady dawnego użytkowania rolniczego. 
 Sieć GPW obejmuje 139 obiektów o łącznej powierzchni 56529 ha, co stanowi prawie 1% ogólnej powierzchni leśnej kraju. Decyzję o utworzeniu glebowych powierzchni wzorcowych została podjęta 31 maja 1975 r. przez Naczelnego Zarządu Lasów Państwowych na wniosek Polskiego Towarzystwa Gleboznawczego.